# Salome Kammer
Salome Kammer (* 17. Januar 1959 in Nidda in Hessen) ist eine deutsche Schauspielerin, Stimmsolistin, Sängerin und Cellistin. Sie ist die erste Frau in der Position einer Direktorin (Abteilung Musik) an der Bayerischen Akademie der schönen Künste.

## Leben
Salome Kammer wurde als viertes von sechs Kindern des evangelischen Pfarrers Otto Kammer und seiner Ehefrau Siglinde Kammer in Nidda (Oberhessen) geboren. Nach dem Abitur in Frankfurt am Main studierte Salome Kammer an der Folkwang-Hochschule in Essen Musik mit Hauptfach Violoncello bei Maria Kliegel und János Starker. Schon während des Studiums mit anschließendem Aufbaustudium an der Musikhochschule Mannheim widmete sich Salome Kammer in freien Gruppen dem Schauspiel und nahm privaten Schauspiel-Unterricht. Im Jahre 1983 wurde sie an die Städtischen Bühnen Heidelberg verpflichtet, wo sie fünf Jahre lang in den Bereichen Jugendtheater und Schauspiel Mitglied des Ensembles war. 1988 zog sie nach München, um in der Produktion Die Zweite Heimat von Edgar Reitz die weibliche Hauptrolle der Cellistin und Sängerin Clarissa Lichtblau zu übernehmen. Mit dieser Filmrolle wurde Salome Kammer in vielen Ländern bekannt. Ihre Ausbildung zur Sängerin und Stimmartistin vollzog sich während und nach der Filmarbeit. Zehn Jahre lang verkörperte Salome Kammer erfolgreich in verschiedenen Inszenierungen die Rolle der Eliza Doolittle im Musical My Fair Lady. Nach einigen Gastspielen im Sprechtheater (unter anderem am Bayerischen Staatsschauspiel München) widmete sich Kammer zunehmend dem modernen Musiktheater mit Engagements an Opernhäusern in Berlin, Wien, München, sowie Paris, Lyon und Stuttgart. Nebenher ist sie seit vielen Jahren mit dem Pianisten und Komponisten Peter Ludwig mit musikalischem Kabarett auf den deutschen Kleinkunstbühnen zu hören.
Salome Kammer unterrichtet an der Münchener Musikhochschule zeitgenössische Musik für Sänger. 2024 wurde sie als Direktorin an die Bayerische Akademie der Schönen Küste berufen.
Sie lebt mit ihrem Ehemann, dem Regisseur Edgar Reitz, in München.

## Auszeichnungen
- 2003: Schneider-Schott-Musikpreis Mainz gemeinsam mit Thomas E. Bauer[4]
- 2015: Schwabinger Kunstpreis[5]
- 2024: Musikpreis der Landeshauptstadt München[6]

## Uraufgeführte Musiktheaterwerke
- William Osborne: Beeb & Bab, München 1995
- Helmut Oehring: Dokumentaroper, Witten 1995
- Eric Ona: Beware of the Dog, Stuttgart 1996
- Helmut Oehring: Das D’Amato-System, München 1996
- Carola Bauckholt: Es wird sich zeigen, Berlin 1999
- Mauricio Sotelo: De Amore, München 1999
- Jörg Widmann: Befreiung aus dem Paradies, Hannover 2000
- Helmut Oehring, Iris ter Schiphorst: Effi Briest, Bonn 2001
- Jörg Widmann: Das Gesicht im Spiegel (Rolle der Patricia), München 2003
- Isabel Mundry: Ein Atemzug – Die Odyssee (Rolle der Penelope), Berlin 2005
- Bernhard Lang: I Hate Mozart (Rolle der Franziska), Wien 2006
- Alexandra Holtsch: Barcode für 2 Turntable-Spieler, Bariton, Sopran und Schauspieler, München 2007
- Georges Aperghis: Zeugen, Witten 2007
- Péter Eötvös: Lady Sarashina (Mezzosopran-Partie), Lyon 2008
- Brice Pauset: Exercises du Silence für Stimme, Klavier und Elektronik (IRCAM), Paris 2008
- Hristina Šušak: Affectus III für Stimme und Ensemble, Halle 2022[7]

## Filmografie (Auswahl)
- Die zweite Heimat – Chronik einer Jugend, 1992 (13 Folgen)
- Heimat 3 – Chronik einer Zeitenwende, 2004 (6 Folgen)
- Heimat-Fragmente: Die Frauen, 2006
- Leibniz – Chronik eines verschollenen Bildes, 2025